# Festuca colombiana
Festuca colombiana är en gräsart som beskrevs av Evgenii Borisovich Alexeev. Festuca colombiana ingår i släktet svinglar, och familjen gräs.
Artens utbredningsområde är Colombia. Inga underarter finns listade i Catalogue of Life.